# Laura Pacheco
Laura Pacheco Torres (Almería, 1984) es una dibujante e ilustradora española. Se inició en los webcómics y posteriormente dio el salto al papel.

## Biografía
Estudió Bellas Artes en Madrid y empezó trabajando en la restauración de obras de arte. Se quedó sin trabajo y recuperó su pasión por los cómics. Radicada en Almería trabaja para diferentes medios digitales y publica sus propias obras.
Inició su carrera como ilustradora a través del webcómic Let’s Pacheco y, después, dio el salto al papel con éxito. 
Colabora con su hermana Carmen Pacheco en alguno de sus webcómics. En 2011 inició su primer webcómic Let's Pacheco en donde publicó además las series «Divas de diván» y «Carmen y las cosas», obras creadas con guion de su hermana Carmen, firmando como «Pacheco & Pacheco».
Su popularidad creció con «Problemas del primer mundo» publicada en la revista S Moda de El País, trabajo que posteriormente ha sido recopilado y publicado por la editorial Lumen (2014) y traducida al francés. Se trata de una recopilación de viñetas cargadas de ironía sobre situaciones cotidianas y realistas que le ocurren, sobre todo, a las mujeres de pie en la España de hoy.

## Obras

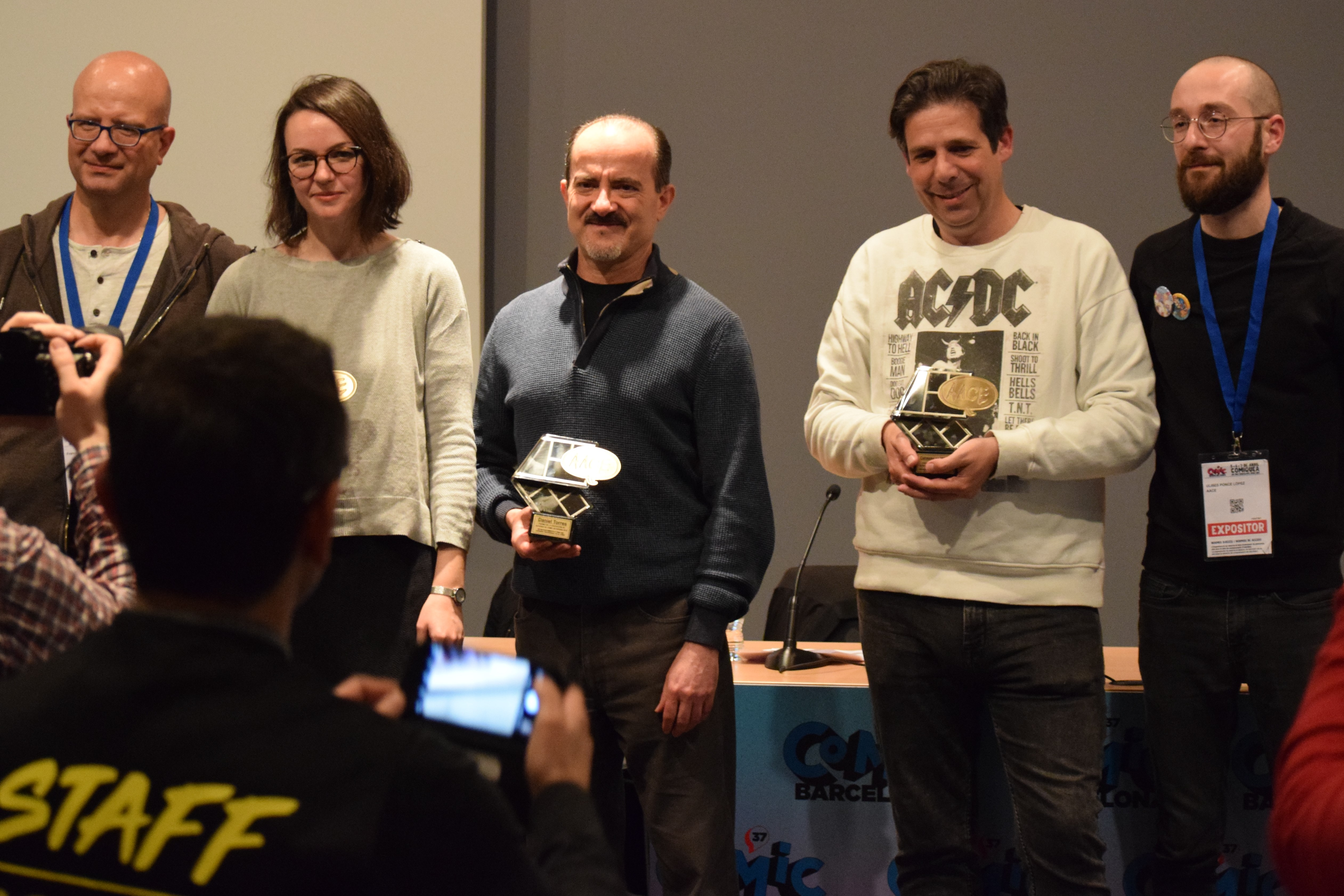
Fco. Rguez. Peinado (AACE), L. Pacheco, D. Torres, el representante de Carmona en Viñetas y Ulises Ponze López en la entrega de premios de la AACE (ed. del 2019 del Salón de Barcelona).

| Fecha de publicación | Título                               | Notas                                              |
| -------------------- | ------------------------------------ | -------------------------------------------------- |
| 2011                 | Let's Pacheco! Una semana en familia | Novela gráfica realizada junto a su hermana Carmen |
| 2013                 | Señor Pacheco: agente secreto        | Novela gráfica                                     |
| 2014                 | Problemas del primer mundo           | Recopilación de su webcómic homónimo               |
| 2015                 | Petites galères et prises de tête    | Edición francesa de «Problemas del primer mundo»   |